# マイケル・ロバーツ (競馬)

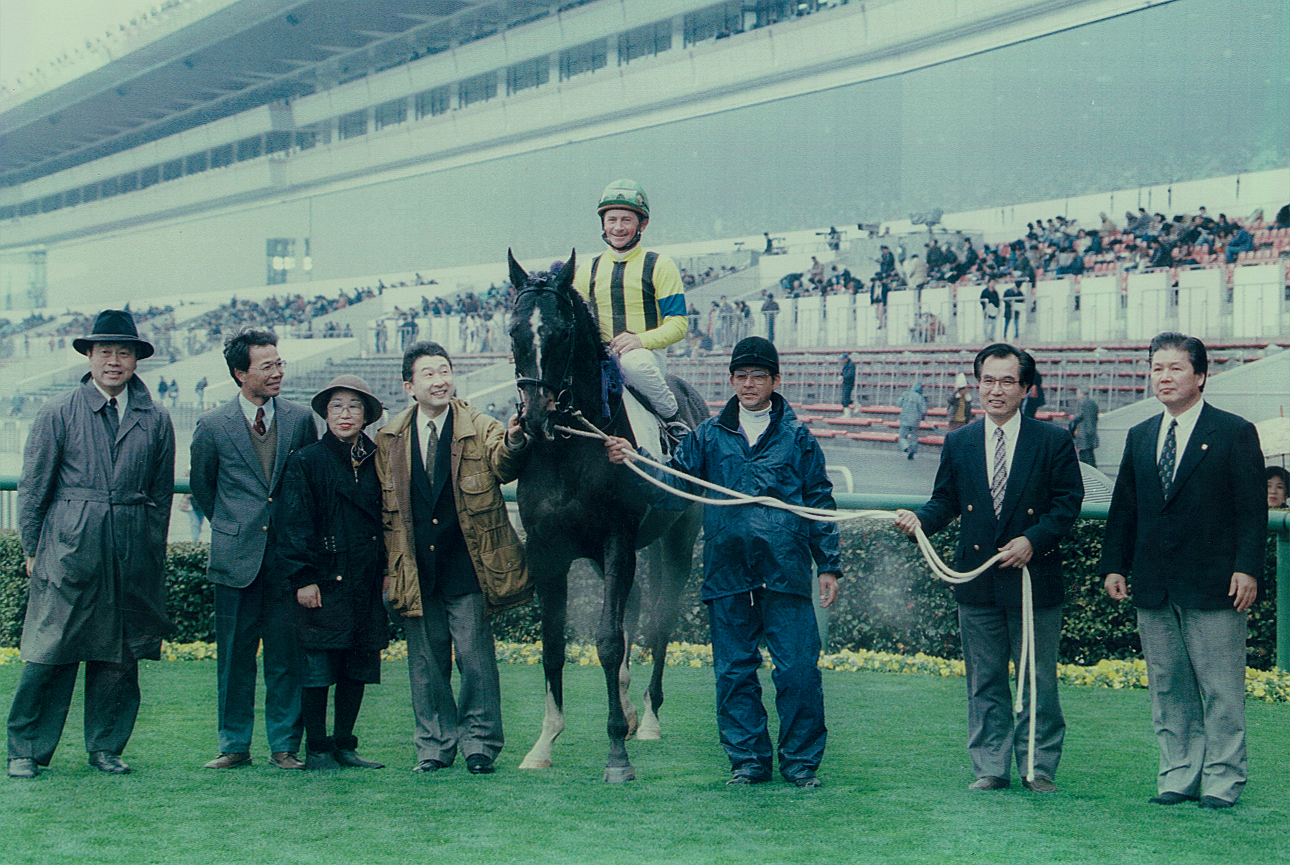
中山競馬場・4歳未勝利戦口取り式にて
（1995年3月26日、騎乗馬サマーサスピション）

マイケル・ロバーツ（Michael Roberts, 1954年5月17日 - ）は、南アフリカ・イギリスの元騎手で、現在は調教師。通算3,964勝。日本においては、1998年に史上初めて日本馬でJRAのGI競走を制した外国人騎手として知られる。

## 来歴
1954年、南アフリカに生まれる。生家が牧場だったため、幼少時から乗馬に親しむ機会が多く、体が小さかったということもあり、騎手を目指した。
5年間のジョッキースクール生活を経て、1968年に騎手デビューを果たす。1972/73年シーズンには、見習い騎手の立場ながらリーディングジョッキーを獲得。それ以降、1982/83年シーズンまで11シーズン連続でリーディングジョッキーとなった。特に1981/82年シーズンには、南アフリカ競馬で史上初めてとなる年間200勝を達成するという快挙を成し遂げた。
1986年に、南アフリカの政情不安などの理由から、父祖の地でもあるイギリスに活躍の場を移した。アレックス・スチュワート厩舎の主戦騎手となり、1988年にはムトトとのコンビでキングジョージ6世&クイーンエリザベスダイヤモンドステークス等の大レースを制するなど、順調に実績を積み重ねていった。1992年には、206勝を挙げイギリスのチャンピオンジョッキーに輝くなど、イギリスにおいてもトップジョッキーとしての地位を確立した。
日本との縁も深く、1991年にジャパンカップでテリモンに騎乗するために初来日。1995年には、短期免許を取得して、本腰を入れて日本での騎乗を開始。以降、2000年まで連続して短期免許での来日を果たした。
初年度からイブキニュースターでフラワーカップを勝つという活躍を見せた他、同年のジャパンカップをランドで制している。1998年には、朝日杯3歳ステークスをアドマイヤコジーンで勝利。その翌日に、ナリタホマレでダービーグランプリを制し、2日連続GI制覇を達成した。
2001年9月に落馬事故を起こし、脊椎を損傷する重傷を負った。復帰を目指したものの叶わず、2002年に現役を引退。現在は、南アフリカで調教師として活動している。
2008年にJRAで行われた第2回ジョッキーマスターズに参戦している。斤量62kgと参加メンバー中最重量ながらも、直線先頭に並びかけるなど見せ場を作った。

## 主な騎乗馬
- ムトト（キングジョージ6世&クイーンエリザベスダイヤモンドステークス、エクリプスステークス）
- インディアンスキマー （チャンピオンステークス、アイリッシュチャンピオンステークス）
- プロルトリ（ダービーイタリアーノ）
- ミスティコ（2000ギニー）
- バラシア（アイリッシュ2000ギニー）
- イントレピディティ（オークス）
- リリックファンタジー（ナンソープステークス）
- オペラハウス（キングジョージ6世&クイーンエリザベスダイヤモンドステークス、コロネーションカップ）
- ランド（ジャパンカップ、ミラノ大賞典）
- アドマイヤコジーン（朝日杯3歳ステークス）
- ナリタホマレ（ダービーグランプリ）

## エピソード
1998年、ダービーグランプリの騎乗を終えた後、帰りの東北新幹線の車内で同じレースに騎乗した宇都宮の内田利雄騎手と遭遇、二人は意気投合、周囲の座席にいた競馬ファンにビールを振舞うなどして盛り上がった。